# Du sollst nicht lügen
Du sollst nicht lügen ist eine deutsche vierteilige Miniserie des Regisseurs Jochen Alexander Freydank aus dem Jahr 2021. Sie wurde im Auftrag des Fernsehsenders Sat.1 von filmpool fiction produziert.

## Handlung
Die Lehrerin Laura Hoffmann verarbeitet gerade das Ende einer langjährigen Beziehung mit dem Polizisten Tim Bontrup. Auf Drängen ihrer Schwester Kathi geht sie jedoch auf die Date-Anfrage des Chirurgen Hendrik Voss ein. Sie reagiert zunächst zögerlich, weil er der alleinerziehende Vater eines ihrer Schüler ist. Nach dem gemeinsamen Abend in einem Restaurant lädt Laura Hendrik in ihr Haus ein.
Als Laura am nächsten Morgen erwacht, kann sie sich an nichts mehr nach dem Restaurantbesuch erinnern. Sie ist sich aber sicher, dass Hendrik sie vergewaltigt hat. Hendrik wiederum beteuert, dass alles einvernehmlich abgelaufen sei. Nach der Anzeige von Laura nehmen die beiden Kriminalkommissare Vanessa Lewandowski und Robert Schmidt die Ermittlungen auf. Während Laura zunächst um ihre Glaubwürdigkeit und schließlich um Rache kämpft, versucht Hendrik seinen Ruf zu verteidigen und seine Unschuld zu beweisen.
Unterdessen kommen immer komplexere und verwirrendere Details aus Lauras und Hendriks Vergangenheit und den Menschen in ihrem privaten Umfeld zum Vorschein. Unter anderem wird bekannt, dass Laura früher wegen psychischer Belastungen Tabletten eingenommen hat, die Ehefrau von Hendrik vor sieben Jahren in Hamburg Selbstmord begangen haben soll sowie, dass Kathi und Tim eine Affäre miteinander haben.
Die Zuschauer erfahren die Ereignisse aus zwei Perspektiven, indem die Serie in drei Zeitebenen spielt. Die Haupthandlung befasst sich mit den Ermittlungen nach der Vergewaltigungsanzeige. Die zweite Zeitebene findet an dem Abend des Dates statt. Ab der vierten Episode spielt die Serie drei Monate nach den Vergewaltigungsvorwürfen. Handlungsort ist die niedersächsische Hafenstadt Cuxhaven. Einige Szenen der dritten Episode spielen in Hamburg.

## Besetzung

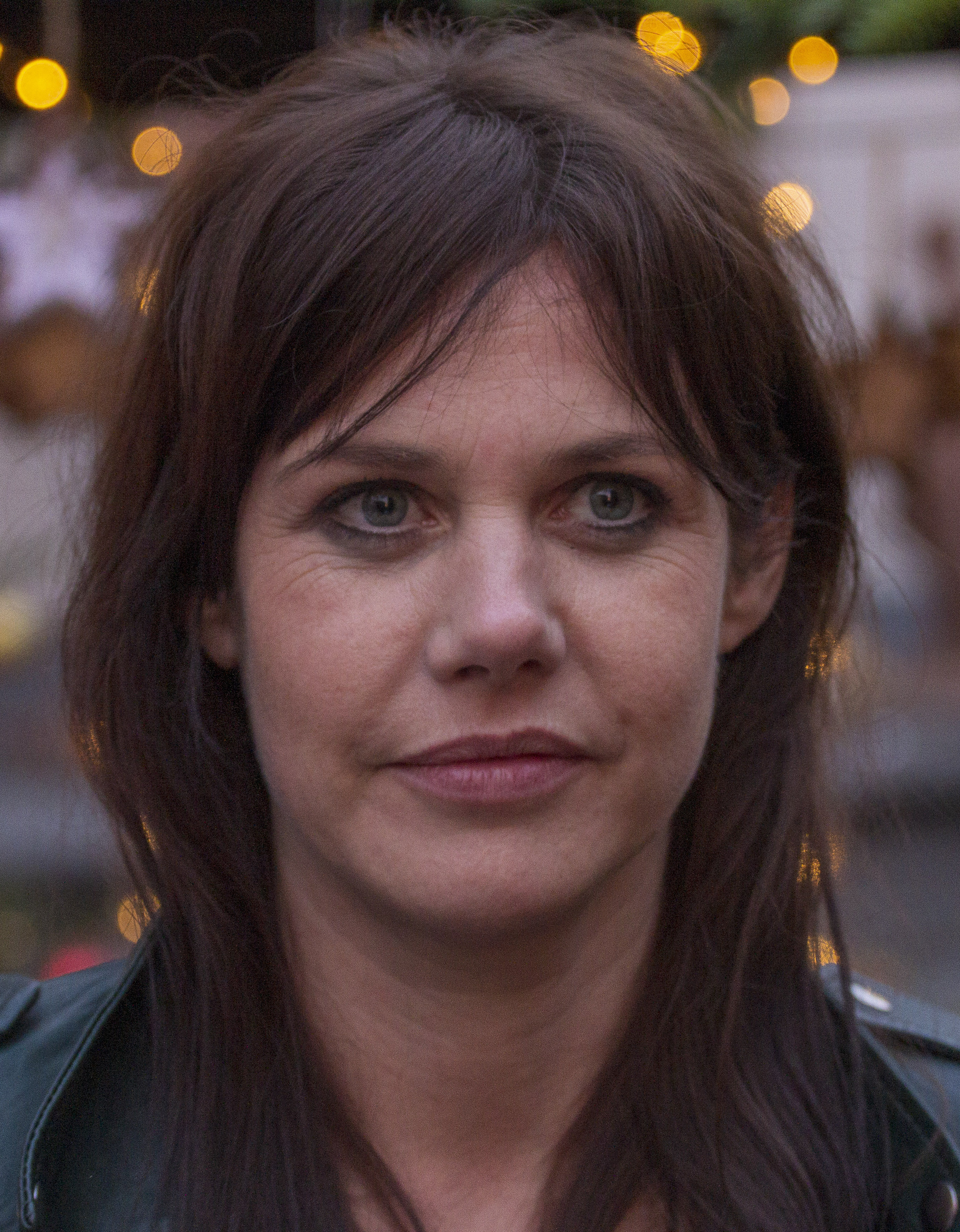
Felicitas Woll (2019)
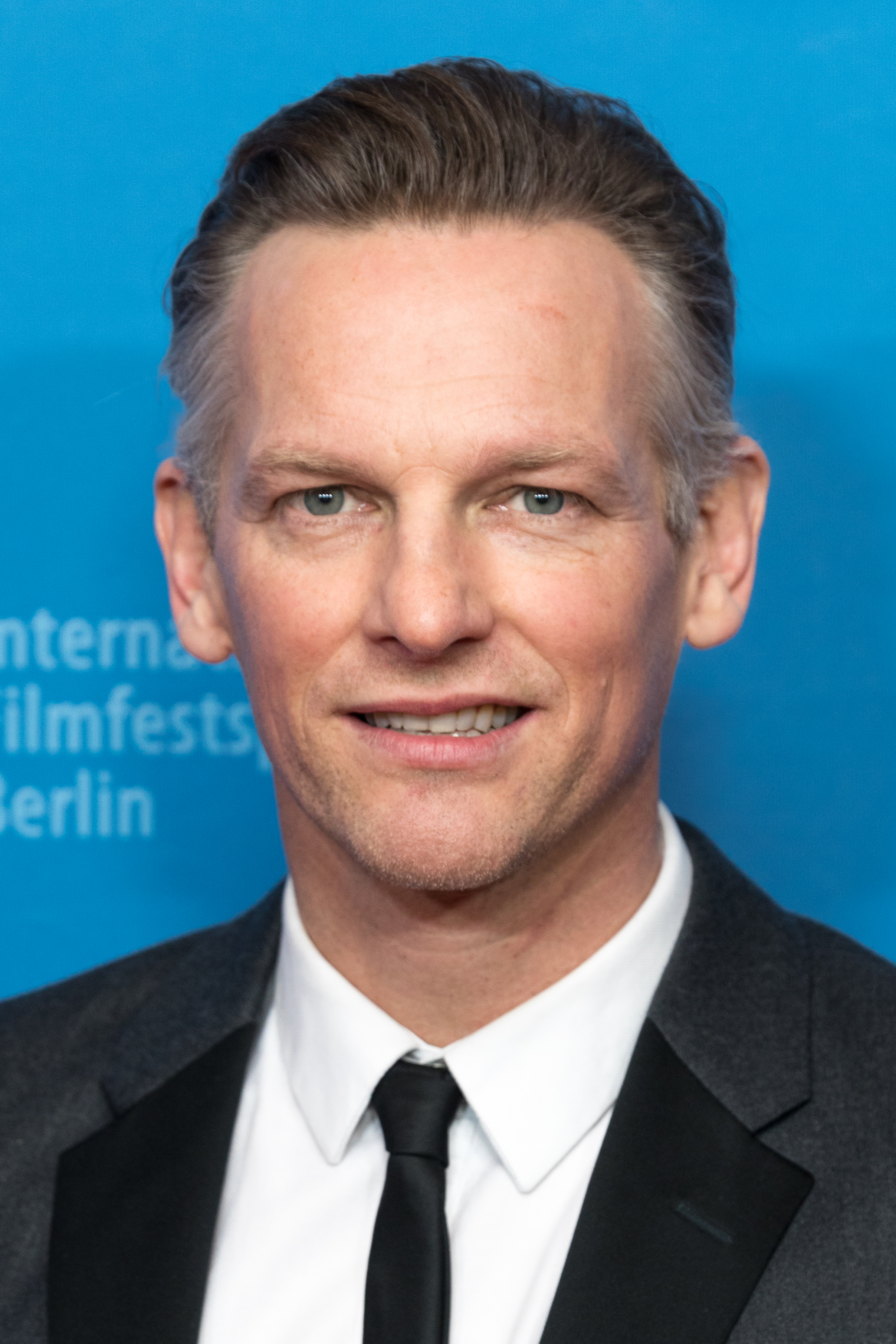
Barry Atsma (2018)
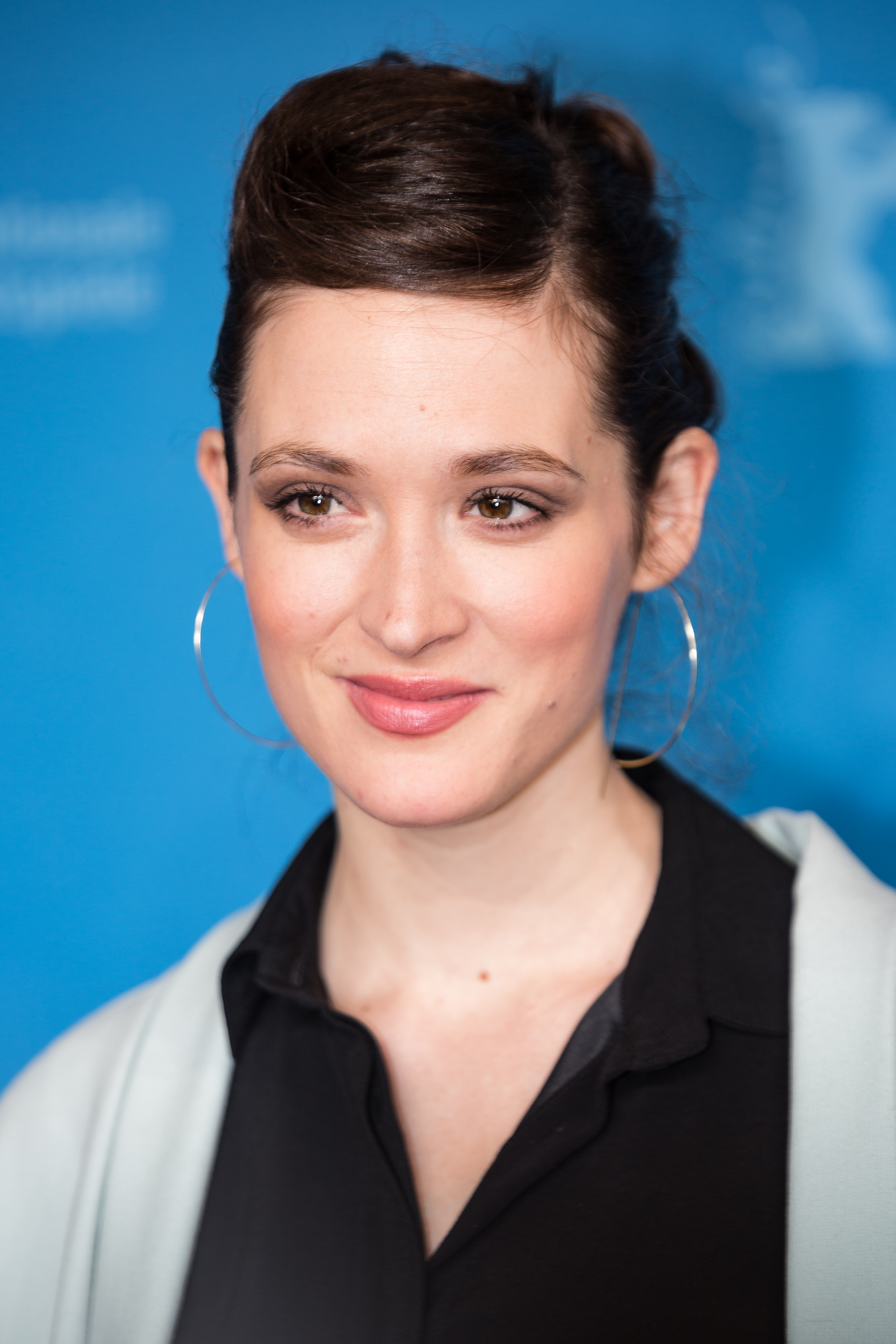
Friederike Becht (2017)
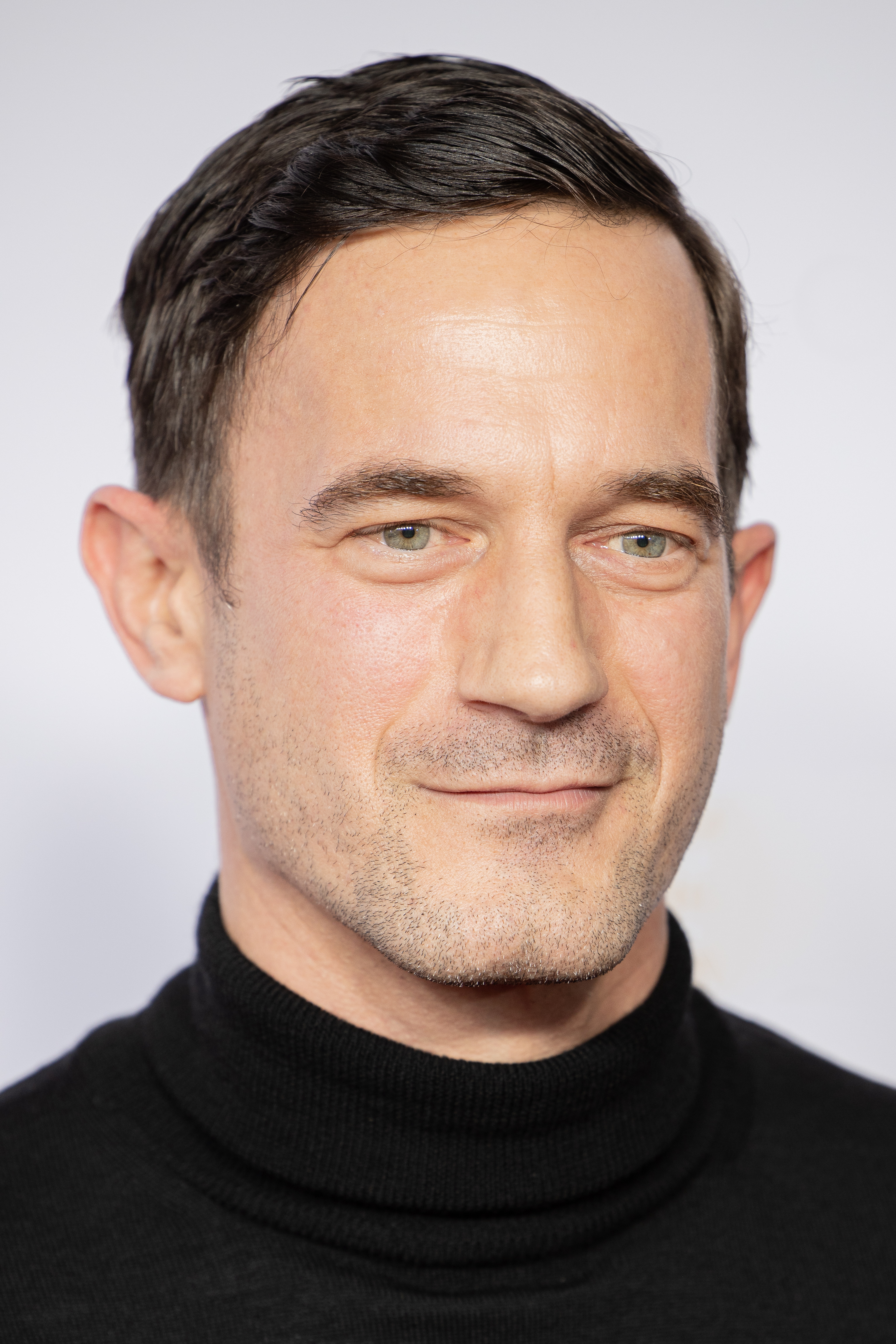
Sönke Möhring (2020)

| Figur               | Darsteller          | Beschreibung                                                                                 |
| ------------------- | ------------------- | -------------------------------------------------------------------------------------------- |
| Laura Hoffmann      | Felicitas Woll      | Lehrerin, Ex-Freundin von Tim Bontrup, aus Kiel                                              |
| Hendrik Voss        | Barry Atsma         | Chirurg, Witwer, Vater von Lukas Voss, aus Hamburg                                           |
| Vanessa Lewandowski | Friederike Becht    | Kriminalkommissarin, Freundin von Jenny                                                      |
| Robert Schmidt      | Gunnar Helm         | Kriminalkommissar                                                                            |
| Katrin „Kathi“      | Sophie Pfennigstorf | Ärztin, Schwester von Laura Hoffmann, Ehefrau von Christian, hat eine Affäre mit Tim Bontrup |
| Tim Bontrup         | Sönke Möhring       | Polizist, Ex-Freund von Laura Hoffmann, hat eine Affäre mit Kathi                            |
| Lukas Voss          | Luke Matt Röntgen   | Schüler von Laura Hoffmann, Sohn von Hendrik und Maren Voss                                  |
| Nick Rashid         | Altamasch Noor      | Chirurgie-Arzt, Arbeitskollege von Hendrik Voss                                              |
| Christian           | Tino Mewes          | Ehemann von Kathi                                                                            |

Gastdarsteller waren:
- Rainer Piwek: Arbeitskollege von Laura Hoffmann (Ep. 1)
- Stefanie Höner: Dr. Hartmann, Ärztin von Laura Hoffmann (Ep. 1)
- Angelika Bartsch: Anwältin von Hendrik Voss (Ep. 1–2)
- Theresa Berlage: Iris, Klinikleiterin (Ep. 2–3)
- Thomas Kügel: Dieter Ehlers, ehemaliger Schulleiter einer Realschule in Kiel (Ep. 2)
- Marko Dyrlich: Olaf, Polizist und guter Freund von Tim Bontrup
- Adam Bousdoukos: Zug-Bekanntschaft von Laura Hoffmann (Ep. 3–4)
- Jessica McIntyre: Nele Wagner, Foodtruck-Besitzerin in Hamburg und ehemalige Freundin von Maren Voss (Ep. 3)
- Lotta Doll: Jenny, deutsche Soldatin in Afghanistan und Freundin von Vanessa Lewandowski (Ep. 3–4)
- Friederike Frerichs: Sylvia, Tante von Hendrik Voss (Ep. 3–4)
- Angelika Richter: Agnes, Pflegekraft von Tante Sylvia (Ep. 3–4)
- Lara Marian: Meike, Kriminalkommissarin und ermittelt: Date von Hendrik Voss undercover (Ep. 4)

## Entstehung & Veröffentlichung
Die Serie ist eine deutschsprachige Adaption der britisch-amerikanischen Fernsehserie Liar. Bisher wurden mehrere lokale Adaptionen der Serie produziert und veröffentlicht. Vor allem die italienische Adaption unter dem Titel Non mentire war sehr erfolgreich. Produziert wurde die Miniserie von Mathias Lösel durch die deutsche Produktionsfirma filmpool fiction. Für das Casting waren Susann Reitz und Silke Koch zuständig.
Die Dreharbeiten für die vier Episoden fanden unter der Regie von dem Oscar-Preisträger Jochen Alexander Freydank von Februar bis Juli 2020 in Cuxhaven und Umgebung statt. Zudem wurde am Hamburger Hauptbahnhof und Baumwall gedreht. Die Drehbücher schrieben Astrid Ströher und Dirk Morgenstern nach der Vorlage von Harry und Jack Williams. Während Petra Kilian für das Kostümbild zuständig war, zeichneten Markus Hollinger und Ulrich Ritter für das Maskenbild verantwortlich. Szenenbildner war Uwe Berthold, Andreas Doub fungierte als Kameramann.
Federführend für den Schnitt war Ollie Lanvermann zuständig, Ingo Ludwig Frenzel und Rainer Oleak als Komponisten für die Musik. Für den weltweiten Vertrieb der deutschsprachigen Adaption ist das Unternehmen All3Media International zuständig.
Die Erstveröffentlichung fand beim Streaminganbieter Joyn über das kostenpflichtige Subscription-Video-on-Demand-Angebot Joyn Plus+ als Preview statt. Während die ersten beiden Episoden am 2. Februar 2021 veröffentlicht wurden, waren die beiden letzten Episoden erstmals am 3. Februar 2021 zum Abruf bereit. Im linearen Fernsehen wurde die Serie erstmals auf dem Pay-TV-Sender Sat.1 emotions am 7. Februar 2021 ausgestrahlt. Dabei wurden alle vier Episoden am Stück ab 20:15 Uhr gesendet. Im frei empfangbaren Fernsehen wurde die Serie auf Sat.1 am 9. und 10. Februar 2021 ab 20:15 Uhr mit jeweils zwei Episoden gezeigt.